# Cmolas
Cmolas, dawniej także Czmolas – wieś w Polsce, położona w województwie podkarpackim, w powiecie kolbuszowskim, w gminie Cmolas.
| SIMC    | Nazwa              | Rodzaj     |
| ------- | ------------------ | ---------- |
| 0646736 | Dąbrówka           | przysiółek |
| 0646742 | Jagodnik Cmolarski | przysiółek |
| 0646759 | Pogorzałki         | przysiółek |
| 0646707 | Spaleniska         | przysiółek |
| 0646713 | Środek             | część wsi  |
| 0646720 | Zakościele         | część wsi  |
| 0646765 | Zapole             | przysiółek |

Miejscowość jest siedzibą gminy Cmolas.
Wieś w powiecie sandomierskim w województwie sandomierskim w XVI wieku była własnością starosty sandomierskiego Hieronima Mieleckiego. W 1629 roku właścicielem wsi w powiecie sandomierskim województwa sandomierskiego był Stanisław Lubomirski.
W 1472 r. powstała tu parafia, posiadająca aktualnie status Sanktuarium pw. Przemienienia Pańskiego.
W latach 1954–1972 wieś należała i była siedzibą władz gromady Cmolas.
Przez Cmolas przechodzi droga krajowa nr 9 – główny szlak transportowy z południowo-wschodniej Polski do Warszawy, a także linia kolejowa nr 71 Rzeszów – Tarnobrzeg.
W miejscowości znajdują się duże zakłady rolno-spożywcze: Lestello oraz Cmol-Frut. Znajduje się także Zakład Produkcji Wody, który dostarcza swój produkt trzem gminom (Cmolas, Kolbuszowa, Dzikowiec).

## Sport
W Cmolasie znajduje się Ośrodek Wypoczynku i Rekreacji, w skład którego wchodzi: kryta pływalnia, hala widowiskowo-sportowa, kort tenisowy, kompleks boisk oraz hotel.
W Cmolasie występują dwa kluby sportowe: 
- Tempo Cmolas (piłka nożna) w sezonie 2019/2020 grający klasie A w grupie Rzeszów III - Mielec[16]
- Słowiki Cmolas (siatkówka) grający w KALPS Kolbuszowa

Prowadzona jest także sekcja lekkoatletyczna.